# La señora es el señor
La señora es el señor es una obra de teatro  de Manuel, Fernando Baz y T. Delgado, estrenada en 1975.

## Argumento
Esta obra se trata de una revista cómica en dos actos con los libretos de Manuel y Fernando Baz y T.Delgado. La música, por su parte, corrió a cargo del maestro Fernando García Morcillo. Se trató de la primera revista en representarse tras la huelga general de los actores de 1975.

## Estreno
- Teatro Alcazar, Madrid, 18 de enero de 1975.
  - Semanas en Cartel: 22.
  - Compañía: Compañía de revistas Zorí-Santos.
  - Intérpretes: Esperanza Roy, Helga Line, Fernando Santos, Tomás Zori, César Varona, Fernando Ransanz, Amelia Aparicio.